# Palaeaspilates carnea
Palaeaspilates carnea là một loài bướm đêm trong họ Geometridae.